# Nu te minți pe tine însuți...
„Nu te minți pe tine însuți...” (titlu original: „Thine Own Self”) este al 16-lea episod din al șaptelea sezon (și ultimul) al serialului TV american științifico-fantastic Star Trek: Generația următoare și al 168-lea episod în total. A avut premiera la 14 februarie 1994.
Episodul a fost regizat de Winrich Kolbe după un scenariu de Ronald D. Moore bazat pe o poveste de Christopher Hatton.

## Prezentare
Data își pierde memoria după ce recuperează niște fragmente radioactive de pe suprafața unei planete și pune în pericol așezarea umanoidă pe care o întâlnește. Între timp, Deanna Troi studiază pentru a deveni ofițer pe punte. 

## Actori ocazionali
- Ronnie Claire Edwards - Talur
- Michael Rothhaar - Garvin
- Kimberly Cullum - Gia
- Michael G. Hagerty - Skoran
- Andy Kossin - Barkonian Apprentice
- Richard Ortega-Miro - Rainer